# Distretto di Bonati
Il distretto di Bonati fu una circoscrizione amministrativa di secondo livello del Regno di Napoli, subordinata alla provincia di Principato Citra e con capoluogo nella città di Bonati.
Nel 1806, difatti, con la legge 132 Sulla divisione ed amministrazione delle province del Regno, varata l'8 agosto di quell'anno da Giuseppe Bonaparte, il Principato Citeriore venne suddiviso nei tre distretti di Salerno, Sala e Bonati.
Ciascun distretto era suddiviso in unità amministrative di livello inferiore dette circondari – circoscrizioni territoriali per l'amministrazione della giustizia, formate da uno o più comuni o casali.
Il distretto di Bonati comprendeva dodici circondari:
- Circondario di Bonati;
- Circondario di Camerota;
- Circondario di Torre Orsaja;
- Circondario di Laurito;
- Circondario di Sanza;
- Circondario di Pisciotta;
- Circondario di Gioj;
- Circondario di Vallo;
- Circondario di Castel dell'Abate;
- Circondario di Pollica;
- Circondario di Torchiara;
- Circondario di Prignano.

Con decreto n. 922 del 4 maggio 1811, emanato a Parigi da Gioacchino Murat, si ebbe una riorganizzazione amministrativa e territoriale della provincia: il distretto di Salerno e quello di Sala furono ridimensionati, mentre il distretto di Bonati fu soppresso. Contemporaneamente venivano istituiti il distretto di Campagna e il distretto di Vallo. I circondari di Bonati e Sanza,  e tutti i comuni ricadentivi furono aggregati al distretto di Sala. I restanti dieci circondari confluirono nel nuovo distretto di Vallo.